# Tramway de Vinnytsia
Le tramway de Vinnytsia est le réseau de tramways de la ville de Vinnytsia, en Ukraine. Ouvert en 1913, il compte actuellement 5 lignes.

## Réseau actuel

### Aperçu général
Le réseau compte 5 lignes :
- 1 Dworzec – Elektrosjet
- 2 Wyszenka – ul. Barskoje
- 4 Dworzec – ul. Barskoje
- 5 Elektrosjet – ul. Barskoje
- 6 Dworzec – Wyszenka